# Højtryksrenser
En højtryksrenser er en maskine til rengøring af især udendørs arealer, maskiner, køretøjer og bygninger. Højtryksrenseren virker ved, at en vandstråle under højt tryk sendes mod det emne, som skal rengøres. Man definerer højtryk som værende over 35 bar (3,5 MPa). Til at danne højtrykket bruges en pumpe, som drives af en motor. Motoren er normalt en elmotor, men der findes også rensere, som drives af en forbrændingsmotor. Vandet presses gennem en dyse, som befinder sig i enden af spulerøret. Der findes mange forskellige former for dyser, alt efter hvilken opgave der skal løses.

## Dyseformer
De tre mest brugte dyseformer er:
- Punktstrålen, hvor vandet sendes ud i en samlet tynd stråle. Derved samles hele energien i et enkelt hårdtslående punkt. 
  - Fordele: Højt anslagstryk.
  - Ulemper: Renser et lille område ad gangen.
- Fladstrålen, hvor vandet sendes ud i vifteform. Da vandet spredes ud, spreder man også energien ud, hvorved anslagstrykket formindskes.
  - Fordele: Rensefladen bliver større.
  - Ulemper: Anslagstrykket formindskes.
- Rotojet strålen, her kombineres de to førnævnte teknikker, idet man bruger en punktstråle, som bringes til at rotere. Herved får man et højt anslagstryk og en bred renseflade.

## Vigtige faktorer
Følgende faktorer er vigtige ved højtryksrensning:
- Tryk, som udmåles i bar eller MPa (Opgives normalt således ”bar/MPa”)
- Vandgennemstrømning, som udmåles i liter pr. time
- Kemi eller rengøringsmiddel.
- Højtryksdysen.

## Historie
Højtryksrenseren kommer oprindeligt fra USA og blev først kendt i Europa efter krigen, da den tyske fabrikant Alfred Kärcher tog patent på den første europæisk fremstillede højtryksrenser i 1950. Udbredelsen tog rigtig fart, da samme fabrikant i 1984 lancerede den første højtryksrenser, som var bærbar.